# Iris baldshuanica
Iris baldshuanica là một loài thực vật có hoa trong họ Diên vĩ. Loài này được O.Fedtsch. & B.Fedtsch. miêu tả khoa học đầu tiên năm 1909.